# Maximiliano de Almeida
Maximiliano de Almeida est une municipalité du Nord-Ouest de l'État du Rio Grande do Sul faisant partie de la microrégion de Sananduva et située à 406 km au nord-ouest de Porto Alegre, capitale de l'État. Elle se situe à une latitude de 27° 37′ 56″ sud et à une longitude de 51° 48′ 12″ ouest, à une altitude de 583 mètres. Sa population était estimée à 5 059, pour une superficie de 209 km2. On y accède par les RS-478, RS-208, RS-331, RS-126 et RS-208. Elle est séparée de l'État de Santa Catarina par le rio Pelotas.
À la fin du XIXe siècle le territoire de l'actuelle Maximiliano de Almeida était encore occupé par les Amérindiens et une nature et des animaux sauvages. Le lieu vit l'arrivée des premiers Blancs lors de la Révolution fédéraliste de 1893 quand les révolutionnaires vinrent à se réfugier dans la région. Les sentiers ouverts par eux furent d'abord suivis par des colons Portugais, mais arrivèrent ensuite des familles de Caxias do Sul, Bento Gonçalves, Flores da Cunha, São Leopoldo, Guaporé, Estrela, Antônio Prado, Montenegro, Sananduva et d'autres endroits. Vinrent aussi des immigrants italiens. La Révolution libertadora de 1923 amena aussi son lot de problèmes qui affectèrent le développement de la future Maximiliano de Almeida. À l'époque, elle intégrait la municipalité de Lagoa Vermelha.
Maximiliano de Almeida est une municipalité située entre les rios ligeiro, Forquilha et Pelotas. Ses vallées sont fertiles, entrecoupant un relief ondulé. Autrefois couverte de bois et de forêts de pins qui attirèrent le peuplement humain, le territoire de la commune est aujourd'hui une zone de champs d'élevage. Le blason de la ville montre les principales cultures qui y sont pratiquées : maïs, soja et blé.

## Villes voisines
- Machadinho
- Paim Filho
- Carlos Gomes
- Viadutos
- Marcelino Ramos